# 肥距兰属
肥距兰属（学名：Pachygenium）是兰科的一属。现并入肥根兰属（Pelexia Poit. ex Lindl.）。

## 下属物种
本属包括以下物种：
- Pachygenium laurense C.M. Martín & Szlach.[2]